# Hans Lunger
Hans Lunger (* 3. August 1938 in Leifers; † 8. August 2022) war ein Südtiroler Politiker.

## Biographie
Der studierte Jurist wurde 1978 für die Partei der Unabhängigen in den Südtiroler Landtag und damit gleichzeitig den Regionalrat Trentino-Südtirol gewählt, denen er eine Legislaturperiode lang bis 1983 angehörte. Er engagierte sich auch in der Folge politisch in der Nachfolgepartei der PdU, nämlich der Freiheitlichen Partei Südtirols. In dieser diente er eine Zeit lang als Obmann, ehe er 1989 wegen „parteischädigenden Verhaltens“ ausgeschlossen wurde. 
Nach seinem Ausscheiden aus der Parteipolitik bemühte sich der in Vahrn wohnhafte Lunger um gesellschaftspolitische Einflussnahme im Sinne eines christlich-konservativen Weltbilds, insbesondere als Vorsitzender des Arbeitskreises für Christliche Erziehung und Schule innerhalb des Vereins Bewegung für das Leben.